# Dimitri Vegas & Like Mike
Dimitri Vegas & Like Mike (DV&LM) is een Belgisch-Grieks dj- en producerduo, bestaande uit de twee broers Dimitri Thivaios en Michael Thivaios. In 2015 en 2019 behaalden zij de nummer 1-positie in de jaarlijkse DJ Mag top 100. Dit gaf nadien veel controverse aangezien ze beschuldigd werden van het onrechtmatig verkrijgen van stemmen door pushing, overdrive marketing en promoteams in te zetten op allerlei festivals met de vraag om op hen te stemmen.

## Carrière

### Muziek

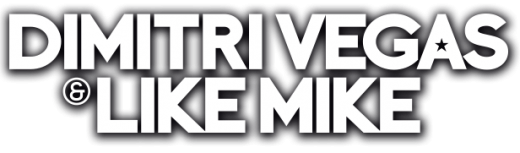
Dimitri Vegas & Like Mike Logo

Dimitri Vegas en Like Mike begonnen op veertienjarige leeftijd te experimenteren als dj. Als tieners traden ze op in verschillende clubs en waren ze radio-dj's bij BeatFM. In 1999 verliet Dimitri Vegas België. Hij woonde in Mallorca en daarna in het Griekse Chalcidice. In 2003 trok hij naar het Spaanse Ibiza, waar hij dj was in bekende clubs als Privilege en Space. Na zijn verblijf in Mallorca en de Canarische Eilanden, keerde hij terug naar Griekenland en verbleef hij op het eiland Zante waar hij resident dj werd van Amnesia en The End samen met een Engelse dj genaamd General Lee. In het najaar 2006 keerde hij terug naar België om samen met zijn broer, Like Mike, te produceren. In 2007 brachten ze hun eerste nummer samen uit genaamd La Cocaine. Door hun remix van Dave Lamberts en Housetrap's track Work That Body kregen ze de aandacht van Axwell. Hieruit ontstond hun remix van Abel Ramos' Rotterdam City of Love op Axtone.
In 2009 stonden ze voor het eerst op Tomorrowland. Ze speelden toen op het kleinste podium van het festival: Flügel Island. In 2010 stonden ze voor het eerst op de Mainstage. Ze werkten samen met Dada Life en Tara McDonald mee aan het anthem voor dat jaar Tomorrow (Give Into The Night) dat de eerste release op hun eigen label genaamd Smash The House werd. In 2011 maakten ze opnieuw het anthem voor Tomorrowland, dit keer samen met Afrojack en NERVO: The Way We See The World. Tomorrow Changed Today was het anthem in 2012. In 2013 maakten ze het anthem CHATTAHOOCHEE, deze single werd Beatport Chart nummer 1 in minder dan drie dagen. In 2013 draaiden ze ook op de eerste editie van TomorrowWorld in Atlanta, Het nummer Ocarina samen met Wolfpack werd hiervan de anthem. In 2014 keerde ze terug met Waves de collab met W&W als de Tomorrowland anthem 2014. Hun nummer met Ummet Ozcan genaamd The Hum werd Beatport Chart nummer 1 in slechts enkele dagen. De track Higher Place samen met Amerikaanse popzanger Ne-Yo bereikte de Belgische Ultratop nummer 1 in slechts anderhalve week.
De broers hebben ook een eigen label genaamd Smash The House. Op dit label brengen onder andere Bassjackers, Yves V, Sandro Silva, Alvaro, Wolfpack, MATTN, Lost Frequencies, Broiler en natuurlijk de broers zelf muziek uit. Smash The House, dat voorheen deel uitmaakte van Spinnin' Records, werd later overgenomen door Armin van Buurens Armada Music.
Op 16 oktober 2015 hebben ze Hardwell van de troon gestoten als nummer 1-dj in de DJ Mag Top 100. In 2016 en 2017 stootte Martin Garrix hen van de troon en werden ze 2de.
Begin 2018 scoorde Like Mike een hit in België met het solonummer "Memories".
In 2018 eindigden ze weer tweede in de DJ MAG Top 100 poll.
In datzelfde jaar kondigden de broers ook al aan dat ze na vijf jaar Bringing the Madness concerten naar iets anders wilden overstappen.
In december 2018 zijn ze beginnen met concertreeks Garden of Madness, shows die ze ook al tijdens de zomer in de Spaanse club Ushuaia gaven op Ibiza. Ook gaven ze dat jaar een show in Liverpool in een samenwerking met Tomorrowland en Creamfields.
Hetzelfde jaar brengen de broers ook een Summer of Madness EP uit, met de favoriete tracks van hun fans.
In het jaar 2019 werden ze weer gekroond tot nr1 DJ van de wereld.
Zo draaiden ze dat jaar zowel tijdens de Finale van de UEFA Champions League als tijdens de Grand Prix Formule 1 van Italië.

### Acteren
De broers acteerden in de bioscoopfilm Patser. Dimitri acteerde in Lukas, Rise of the Living Dead en Spider-Man: Een nieuw universum. In 2019 was hij te zien in de Belgische horrorfilm Yummy als chirurg en in 2020 nam hij deel aan Code van Coppens samen met vrouw Anouk Matton.
In 2022 speelde Dimitri de hoofdrol in H4Z4RD.

## DJ Mag Top100
In 2013 braken ze door tot de absolute wereldtop met de zesde plaats. Vanaf 2014 tot het heden zijn ze in de top 5 gebleven, met als hoogtepunten de eerste plaats in 2015 en 2019.
| Jaar   | 2011 | 2012 | 2013 | 2014 | 2015 | 2016 | 2017 | 2018 | 2019 | 2020 | 2021 | 2022 | 2023 | 2024 |
| ------ | ---- | ---- | ---- | ---- | ---- | ---- | ---- | ---- | ---- | ---- | ---- | ---- | ---- | ---- |
| plaats | 79   | 38   | 6    | 2    | 1    | 2    | 2    | 2    | 1    | 2    | 5    | 3    | 2    | 3    |

## Persoonlijk
Dimitri en Michael zijn van Griekse afkomst. Ze groeiden op in het Belgische Willebroek. Dimitri woont samen met zijn vrouw Anouk Matton (MATTN) in Schoten (Antwerpen). Michael woont in Kapellen. Beiden bezitten eveneens woningen in Spanje (Ibiza), Griekenland en Los Angeles.
In april 2021 maakten beiden bekend binnen afzienbare tijd vader te worden.

## Singles
| Titel                                                                     | Jaar | Hitnotering | Hitnotering | Hitnotering | Hitnotering | Hitnotering | Hitnotering | Hitnotering  | Hitnotering | Hitnotering | Hitnotering | Hitnotering | Album                     |
| Titel                                                                     | Jaar | BE (VLAA)   | BE (WALL)   | AT          | FR          | DE          | NL (Top 40) | NL (Top 100) | ZL          | EN          | CH          | SE          | Album                     |
| ------------------------------------------------------------------------- | ---- | ----------- | ----------- | ----------- | ----------- | ----------- | ----------- | ------------ | ----------- | ----------- | ----------- | ----------- | ------------------------- |
| "Liquid Skies" (met Jade 4U)                                              | 2009 | 25          | —           | —           | —           | —           | —           | —            | —           | —           | —           | —           | n.v.t.                    |
| "Under the Water"                                                         | 2009 | tip:19      | —           | —           | —           | —           | —           | —            | —           | —           | —           | —           | n.v.t.                    |
| "Tomorrow (Give Into The Night)" (met Dada Life en Tara McDonald)         | 2010 | 16          | —           | —           | —           | —           | —           | —            | —           | —           | —           | —           | n.v.t.                    |
| "The Way We See The World" (met Afrojack en NERVO)                        | 2011 | 34          | —           | —           | —           | —           | —           | —            | —           | —           | —           | —           | n.v.t.                    |
| "Momentum" (met Regi)                                                     | 2012 | 7           | —           | —           | —           | —           | —           | —            | —           | —           | —           | —           | n.v.t.                    |
| "Tomorrow Changed Today" (met Kelis)                                      | 2012 | 20          | —           | —           | —           | —           | —           | —            | —           | —           | —           | —           | n.v.t.                    |
| "Madness" (met Coone met Lil Jon)                                         | 2013 | 35          | —           | —           | —           | —           | —           | —            | —           | —           | —           | —           | n.v.t.                    |
| "Wakanda"                                                                 | 2013 | 27          | —           | —           | —           | —           | —           | —            | —           | —           | —           | —           | n.v.t.                    |
| "Mammoth" (met Moguai)                                                    | 2013 | tip:44      | —           | —           | 193         | 90          | tip:11      | 89           | —           | —           | —           | —           | n.v.t.                    |
| "Chattahoochee"                                                           | 2013 | 2           | 28          | —           | —           | —           | —           | —            | —           | —           | —           | —           | n.v.t.                    |
| "Project T" (vs. Sander van Doorn)                                        | 2013 | 29          | 44          | 39          | —           | 33          | —           | —            | -           | —           | 21          | —           | n.v.t.                    |
| "Find Tomorrow (Ocarina)" (met Wolfpack en Katy B)                        | 2013 | 2           | 13          | —           | —           | —           | —           | —            | —           | —           | —           | —           | n.v.t.                    |
| "G.I.P.S.Y" (met Boostedkids)                                             | 2013 | 19          | —           | —           | —           | —           | —           | —            | —           | —           | —           | —           | n.v.t.                    |
| "Stampede" (vs. DVBBS en Borgeous)                                        | 2013 | 30          | —           | —           | 129         | —           | —           | —            | —           | —           | —           | —           | n.v.t.                    |
| "Tremor" (met Martin Garrix)                                              | 2014 | 3           | 26          | 55          | 116         | —           | 32          | 44           | —           | -           | —           | —           | Gold Skies EP             |
| "Eparrei" (met Diplo en Fatboy Slim met Bonde do Rolê Pin)                | 2014 | 5           | —           | —           | —           | —           | —           | —            | —           | —           | —           | —           | n.v.t.                    |
| "Waves" (met W&W)                                                         | 2014 | 7           | 32          | —           | —           | —           | —           | —            | —           | —           | —           | —           | n.v.t.                    |
| "Body Talk (Mammoth)" (met Moguai met Julian Perretta)                    | 2014 | 2           | 25          | —           | 106         | —           | —           | —            | —           | —           | —           | —           | n.v.t.                    |
| "Nova" (vs. Tujamo en Felguk)                                             | 2014 | 2           | 23          | —           | —           | —           | —           | —            | —           | —           | —           | —           | n.v.t.                    |
| "Tales of Tomorrow" (vs. Fedde le Grand met Julian Perretta)              | 2015 | 2           | 21          | 64          | —           | —           | —           | —            | —           | —           | —           | —           | n.v.t.                    |
| "Louder" (met VINAI)                                                      | 2015 | tip:42      | —           | —           | —           | —           | —           | —            | —           | —           | —           | —           | n.v.t.                    |
| "The Hum" (vs. Ummet Ozcan)                                               | 2015 | 1           | 10          | —           | 60          | —           | —           | —            | —           | —           | —           | —           | n.v.t.                    |
| "Higher Place" (met Ne-Yo)                                                | 2015 | 1           | 22          | —           | 131         | —           | —           | —            | —           | —           | —           | —           | n.v.t.                    |
| "Arcade" (vs. W&W)                                                        | 2016 | 37          | tip:22      | —           | 97          | —           | —           | —            | —           | —           | —           | —           | n.v.t.                    |
| "Melody" (Steve Aoki vs. Ummet Ozcan)                                     | 2016 | 12          | tip:11      | —           | —           | —           | —           | —            | —           | —           | —           | —           | n.v.t.                    |
| "Stay a While"                                                            | 2016 | 3           | 31          | —           | —           | —           | —           | —            | —           | —           | —           | —           | n.v.t.                    |
| "Jaguar" (Ummet Ozcan)                                                    | 2016 | —           | —           | —           | —           | —           | —           | —            | —           | —           | —           | —           | Sound Of Madness EP       |
| "Leaves"                                                                  | 2016 | —           | —           | —           | —           | —           | —           | —            | —           | —           | —           | —           | Sound Of Madness EP       |
| "Roads (Classic Mix)" (Denis Koyu)                                        | 2016 | —           | —           | —           | —           | —           | —           | —            | —           | —           | —           | —           | Sound Of Madness EP       |
| "Insanity" (Blasterjaxx)                                                  | 2016 | —           | —           | —           | —           | —           | —           | —            | —           | —           | —           | —           | Sound Of Madness EP       |
| "Hey Baby" (vs. Diplo met Deb's Daughter & Kid Ink)                       | 2016 | 1           | 13          | —           | —           | 65          | —           | —            | —           | —           | —           | —           | n.v.t.                    |
| "He's A Pirate" (vs. Hans Zimmer)                                         | 2017 | 35          | tip         | —           | —           | —           | —           | —            | —           | —           | —           | —           | n.v.t.                    |
| "Ready For Action"                                                        | 2017 | tip:4       | tip         | —           | —           | —           | —           | —            | —           | —           | —           | —           | n.v.t.                    |
| "Complicated" (Kiiara & David Guetta)                                     | 2017 | 16          | tip:1       | —           | —           | 82          | 22          | 53           | —           | —           | 74          | 44          | n.v.t.                    |
| Crowd Control (vs. W&W)                                                   | 2017 | 37          | —           | —           | —           | —           | —           | —            | —           | —           | —           | —           | n.v.t.                    |
| We Are Legend (vs. Steve Aoki feat. Abigail Breslin)                      | 2017 | —           | —           | —           | —           | —           | —           | —            | —           | —           | —           | —           | n.v.t.                    |
| Slow down (Quintino feat. Boef, Ronnie Flex, Ali B & I Am Aisha)          | 2018 | 14          | —           | —           | —           | —           | 18          | 2            | —           | —           | —           | —           | n.v.t.                    |
| Patser Bounce (vs. Quintino)                                              | 2018 | —           | —           | —           | —           | —           | —           | —            | —           | —           | —           | —           | n.v.t.                    |
| The House of House (vs. Vini Vici & Cherrymoon Trax)                      | 2018 | —           | —           | —           | —           | —           | —           | —            | —           | —           | —           | —           | n.v.t.                    |
| All I Need (ft. Gucci Mane)                                               | 2018 | —           | —           | —           | —           | —           | —           | —            | —           | —           | —           | —           | n.v.t.                    |
| When I Grow Up (vs. Wiz Khalifa)                                          | 2018 | —           | —           | —           | —           | —           | —           | —            | —           | —           | —           | —           | n.v.t.                    |
| Unity (vs. Hardwell)                                                      | 2018 | —           | —           | —           | —           | —           | —           | —            | —           | —           | —           | —           | Tomorrowland 2018 EP      |
| Here We Go (Hey Boy, Hey Girl) (vs. Nicky Romero)                         | 2018 | —           | —           | —           | —           | —           | —           | —            | —           | —           | —           | —           | Tomorrowland 2018 EP      |
| Opa! (KSHMR)                                                              | 2018 | —           | —           | —           | —           | —           | —           | —            | —           | —           | —           | —           | Tomorrowland 2018 EP      |
| Arcade Mommoth (vs. W&W & Moguai)                                         | 2018 | —           | —           | —           | —           | —           | —           | —            | —           | —           | —           | —           | Tomorrowland 2018 EP      |
| The Jungle (vs. Bassjackers)                                              | 2018 | —           | —           | —           | —           | —           | —           | —            | —           | —           | —           | —           | Tomorrowland 2018 EP      |
| Bounce (Julian Baks & Snoop Dogg feat. Bassjackers)                       | 2018 | —           | —           | —           | —           | —           | —           | —            | —           | —           | —           | —           | n.v.t.                    |
| Repeat After Me (vs. Armin van Buuren & W&W)                              | 2019 | —           | —           | —           | —           | —           | —           | —            | —           | —           | —           | —           | n.v.t.                    |
| Daar gaat ze (nooit verdiend) (feat. Fenna)                               | 2019 | —           | —           | —           | —           | —           | —           | —            | —           | —           | —           | —           | n.v.t.                    |
| Selfish (feat. Era Istrefi)                                               | 2019 | —           | —           | —           | —           | —           | —           | —            | —           | —           | —           | —           | n.v.t.                    |
| You're Next (Mortal Kombat Anthem) (vs. Bassjackers)                      | 2019 | —           | —           | —           | —           | —           | —           | —            | —           | —           | —           | —           | n.v.t.                    |
| BFA (Best Friends Ass) (ft. Paris Hilton)                                 | 2019 | —           | —           | —           | —           | —           | —           | —            | —           | —           | —           | —           | n.v.t.                    |
| Untz Untz (vs. Vini Vici & Liquid Soul)                                   | 2019 | —           | —           | —           | —           | —           | —           | —            | —           | —           | —           | —           | n.v.t.                    |
| Instagram (vs. David Guetta & Daddy Yankee ft. Natti Natasha & Afro Bros) | 2019 | 7           | —           | —           | —           | —           | 5           | —            | —           | —           | —           | —           | n.v.t.                    |
| Mortal Kombat (Anthem) (x 2WEI)                                           | 2019 | —           | —           | —           | —           | —           | —           | —            | —           | —           | —           | —           | Tomorrowland 2019 EP      |
| Turn Up (vs. John Christian)                                              | 2019 | —           | —           | —           | —           | —           | —           | —            | —           | —           | —           | —           | Tomorrowland 2019 EP      |
| Boing (vs. Quintino & MAD M.A.C.)                                         | 2019 | —           | —           | —           | —           | —           | —           | —            | —           | —           | —           | —           | Tomorrowland 2019 EP      |
| K20 (vs. ANGEMI)                                                          | 2019 | —           | —           | —           | —           | —           | —           | —            | —           | —           | —           | —           | n.v.t.                    |
| Everybody Clap (vs. Nicky Romero)                                         | 2019 | —           | —           | —           | —           | —           | —           | —            | —           | —           | —           | —           | n.v.t.                    |
| Garden Of Madness (vs. ANGEMI)                                            | 2019 | —           | —           | —           | —           | —           | —           | —            | —           | —           | —           | —           | Tomorrowland 2019 EP      |
| The Flight (vs. Bassjackers & D'Angello & Francis)                        | 2019 | —           | —           | —           | —           | —           | —           | —            | —           | —           | —           | —           | Garden Of Madness 2020 EP |
| Beast (All As One) (vs. Ummet Ozcan & Brennan Heart)                      | 2019 | —           | —           | —           | —           | —           | —           | —            | —           | —           | —           | —           | Garden Of Madness 2020 EP |
| Boomshakalaka (vs. Afro Bros & Sebastian Yatra ft. Camilo & Emilia)       | 2019 | —           | —           | —           | —           | —           | —           | —            | —           | —           | —           | —           | n.v.t.                    |
| The Anthem (Der Alte) (vs.Timmy Trumpet)                                  | 2020 | —           | —           | —           | —           | —           | —           | —            | —           | —           | —           | —           | Garden Of Madness 2020 EP |
| The Chase (vs. Quintino)                                                  | 2020 | —           | —           | —           | —           | —           | —           | —            | —           | —           | —           | —           | Garden Of Madness 2020 EP |
| Happy Together (vs. Bassjackers)                                          | 2020 | —           | —           | —           | —           | —           | —           | —            | —           | —           | —           | —           | Garden Of Madness 2020 EP |
| Clap Your Hands (vs. W&W & Fedde Le Grand)                                | 2020 | —           | —           | —           | —           | —           | —           | —            | —           | —           | —           | —           | n.v.t                     |
| Get In Trouble (So What) (vs. Vini Vici)                                  | 2020 | —           | —           | —           | —           | —           | —           | —            | —           | —           | —           | —           | n.v.t                     |
| Say My Name (vs. Regard)                                                  | 2020 | 27          | —           | —           | —           | —           | —           | —            | —           | —           | —           | —           | n.v.t                     |
| Back To The OldSkool (vs. Quintino)                                       | 2020 | —           | —           | —           | —           | —           | —           | —            | —           | —           | —           | —           | Summer Of Madness 2020 EP |
| Bonzai Channel One (vs. Bassjackers & Crossnaders)                        | 2020 | —           | —           | —           | —           | —           | —           | —            | —           | —           | —           | —           | Summer Of Madness 2020 EP |
| Do It! (vs. Kim Loaiza & Azteck)                                          | 2020 | —           | —           | —           | —           | —           | —           | —            | —           | —           | —           | —           | n.v.t.                    |
| Christmas Time (vs. Armin van Buuren & Brennan Heart ft. Jeremy Oceans)   | 2020 | 32          | —           | —           | —           | —           | —           | —            | —           | —           | —           | —           | n.v.t.                    |
| Mexico (met Danna Paola en Ne-Yo)                                         | 2023 | 46          | —           | —           | —           | —           | —           | —            | —           | —           | —           |             | n.v.t.                    |
| She Knows (met David Guetta, Afro Bros en Akon)                           | 2023 | 15          | 30          | —           | —           | —           | 4           | —            | —           | —           | —           |             | n.v.t.                    |